# Torcenay
Cet article possède un paronyme, voir Tarcenay.
Torcenay est une commune française située dans le département de la Haute-Marne, en région Grand Est.

## Géographie
Les communes limitrophes sont Champsevraine, Chalindrey, Chaudenay, Culmont, Haute-Amance et Les Loges.

### Hydrographie
La commune est dans le bassin versant de la Saône au sein du bassin Rhône-Méditerranée-Corse. Elle est drainée par le Salon, le ruisseau de le Vau et le ruisseau du Bas de Landeux.
Le Salon, d'une longueur de 72 km, prend sa source dans la commune de Culmont et se jette  dans la Saône à Autet, après avoir traversé 17 communes.

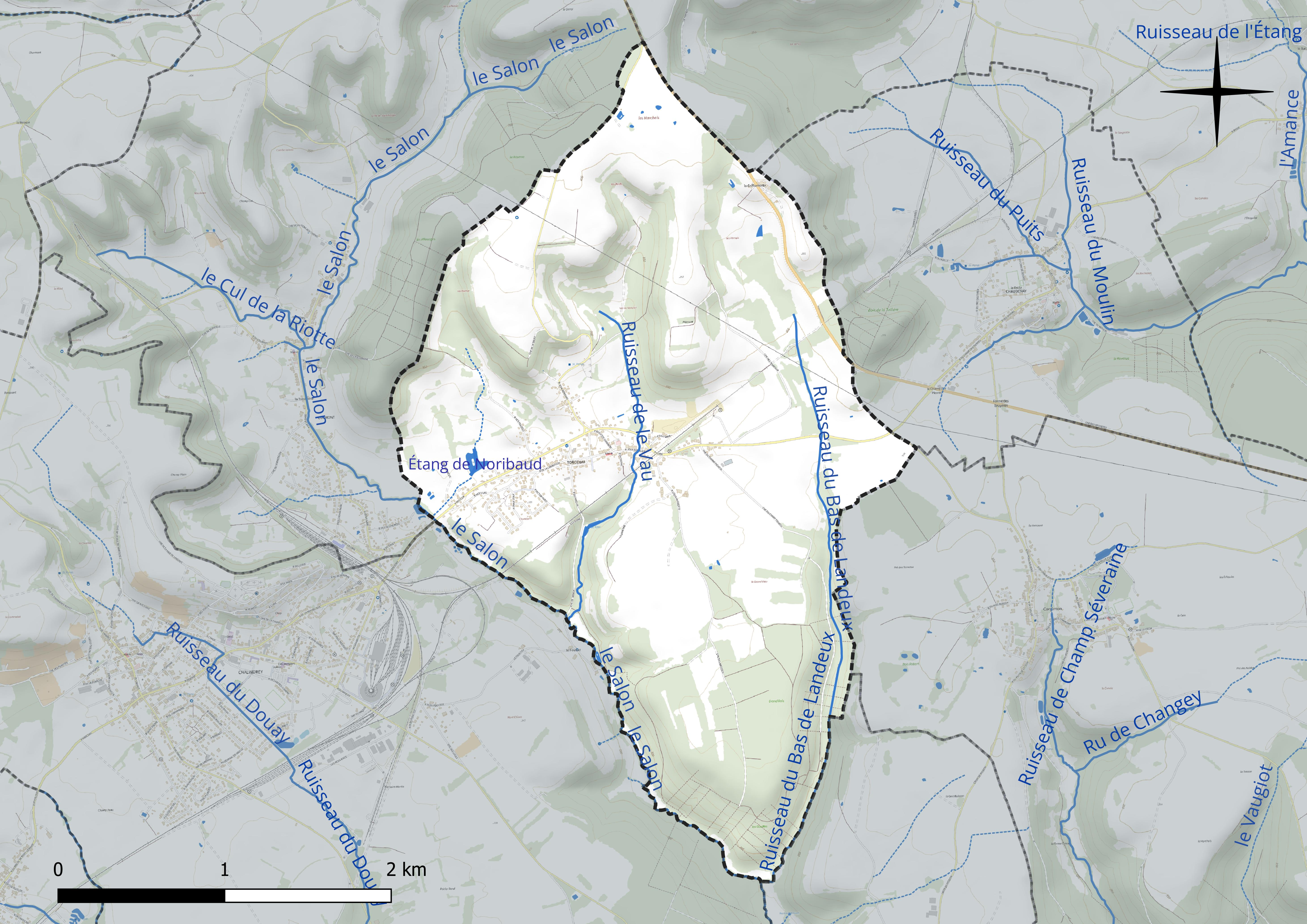
Réseau hydrographique de Torcenay.

Un plan d'eau complète le réseau hydrographique : l'étang de Noribaud (0,9 ha),.

### Climat
Pour des articles plus généraux, voir Climat du Grand Est et Climat de la Haute-Marne.
En 2010, le climat de la commune est de type climat des marges montargnardes, selon une étude du Centre national de la recherche scientifique s'appuyant sur une série de données couvrant la période 1971-2000. En 2020, Météo-France publie une typologie des climats de la France métropolitaine dans laquelle la commune est exposée à un climat océanique altéré et est dans la région climatique Lorraine, plateau de Langres, Morvan, caractérisée par un hiver rude (1,5 °C), des vents modérés et des brouillards fréquents en automne et hiver.
Pour la période 1971-2000, la température annuelle moyenne est de 9,9 °C, avec une amplitude thermique annuelle de 16,9 °C. Le cumul annuel moyen de précipitations est de 947 mm, avec 12,7 jours de précipitations en janvier et 9,1 jours en juillet. Pour la période 1991-2020, la température moyenne annuelle observée sur la station météorologique de Météo-France la plus proche, « Fayl-Billot_sapc », sur la commune de Fayl-Billot à 11 km à vol d'oiseau, est de 10,5 °C et le cumul annuel moyen de précipitations est de 995,6 mm. 
La température maximale relevée sur cette station est de 38,5 °C, atteinte le 25 juillet 2019 ; la température minimale est de −16,1 °C, atteinte le 24 décembre 2001,,.
Les paramètres climatiques de la commune ont été estimés pour le milieu du siècle (2041-2070) selon différents scénarios d'émission de gaz à effet de serre à partir des nouvelles projections climatiques de référence DRIAS-2020. Ils sont consultables sur un site dédié publié par Météo-France en novembre 2022.

## Urbanisme

### Typologie
Au 1er janvier 2024, Torcenay est catégorisée commune rurale à habitat dispersé, selon la nouvelle grille communale de densité à sept niveaux définie par l'Insee en 2022.
Elle appartient à l'unité urbaine de Chalindrey, une agglomération intra-départementale regroupant trois  communes, dont elle est une commune de la banlieue,,. Par ailleurs la commune fait partie de l'aire d'attraction de Langres, dont elle est une commune de la couronne,. Cette aire, qui regroupe 77 communes, est catégorisée dans les aires de moins de 50 000 habitants,.

### Occupation des sols
L'occupation des sols de la commune, telle qu'elle ressort de la base de données européenne d’occupation biophysique des sols Corine Land Cover (CLC), est marquée par l'importance des territoires agricoles (63 % en 2018), une proportion identique à celle de 1990 (63 %). La répartition détaillée en 2018 est la suivante : 
prairies (44,8 %), forêts (30,6 %), terres arables (14,3 %), zones urbanisées (6,3 %), zones agricoles hétérogènes (4 %). L'évolution de l’occupation des sols de la commune et de ses infrastructures peut être observée sur les différentes représentations cartographiques du territoire : la carte de Cassini (XVIIIe siècle), la carte d'état-major (1820-1866) et les cartes ou photos aériennes de l'IGN pour la période actuelle (1950 à aujourd'hui).

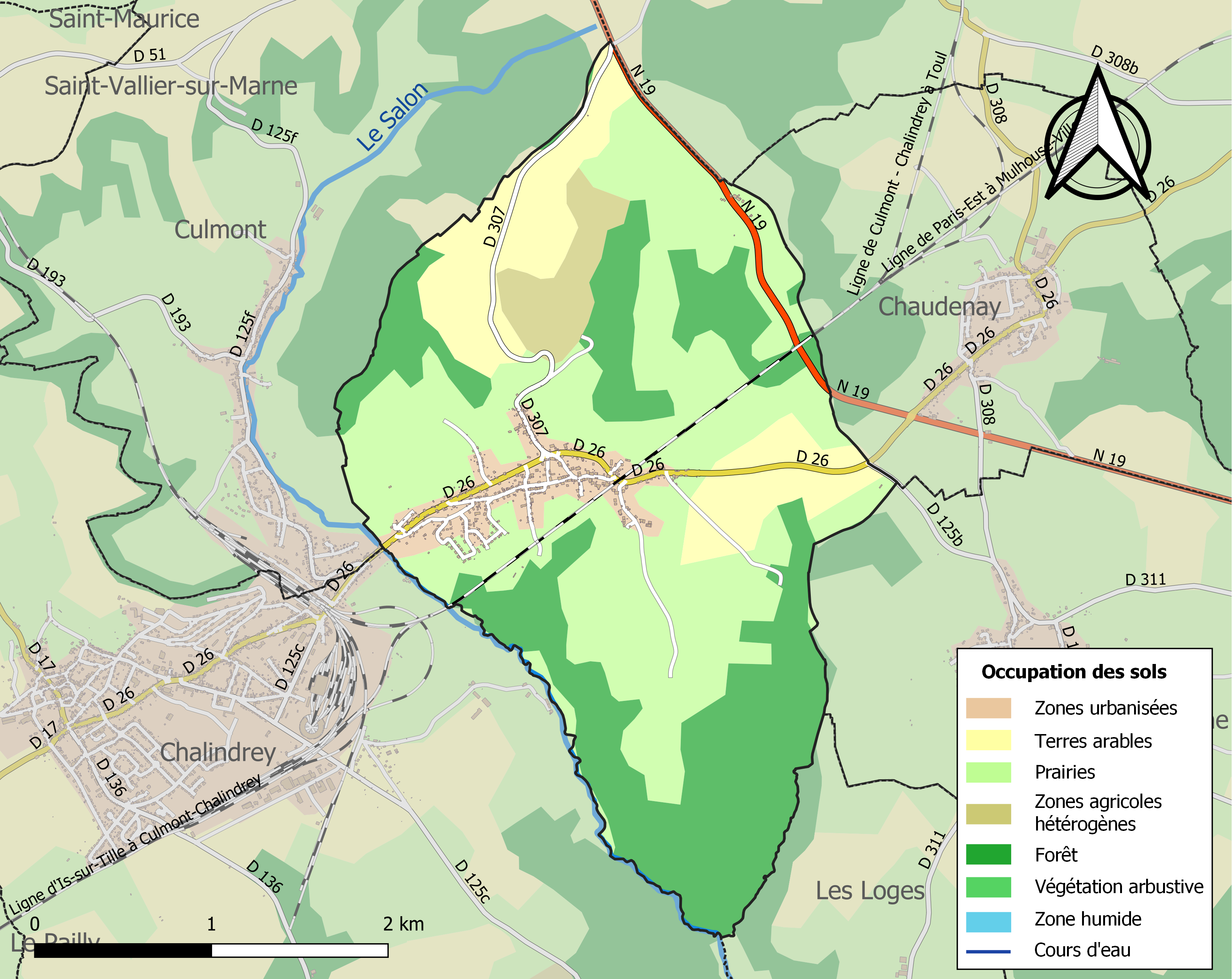
Carte des infrastructures et de l'occupation des sols de la commune en 2018 (CLC).

## Toponymie
Dans son livre paru en 1860, sur l'histoire des villages du canton, M. l'Abbé Briffaut dit que le nom du village viendrait du nom de l'ancien donjon aujourd'hui disparu situé autrefois près de l'église et qu'on appelait Tour de Cenay ou Tour Cenay
.

## Histoire
Mentionné dès le XIIIe siècle, ce n'est cependant qu'au XVe siècle que le domaine n'appartient plus qu'à une seule seigneurie : la famille de Ray. Le mariage d'Anne de Ray le fait entrer dans la maison de Livron et il y restera jusqu'au XVIIIe siècle.
Durant la Guerre de Trente Ans, en 1636, le duc Guillaume de Saxe-Weimar établit ses quartiers d'hiver au village. Cet allié fit autant de mal que l'ennemi qu'il était venu combattre ; les habitants durent prendre la fuite. Aucun mariage ni baptême en 1637 selon les registres de l'église.
La ligne ferroviaire Paris-Bâle, dite ligne de Paris-Est à Mulhouse-Ville, traverse la commune et le tunnel de Torcenay, long de 1115 m s'y trouve.

## Carte de Cassini
|  |

La carte de Cassini ci-dessus montre qu'au XVIIIe siècle, Torcenay est une paroisse située sur la rive droite du ruisseau La Vau qui va se jeter au sud dans la rivère Le Salon. Le château et son donjon existaient encore à cette époque.

Sur cette rivière, un moulin à eau symbolisé par une roue dentée est représenté près du hameau Le Foultot.

## Politique et administration

### Liste des maires
| Période                                  | Période  | Identité            | Étiquette | Qualité |
| ---------------------------------------- | -------- | ------------------- | --------- | ------- |
| 1888                                     | 1892     | Edouard Sarrazin    |           |         |
| 1892                                     | 1904     | Paul Hutinet        |           |         |
| 1904                                     | 1912     | Joseph Bonnard      |           |         |
| 1912                                     | 1914     | Alfred Cornibert    |           |         |
| 1914                                     | 1919     | Léon Varney         |           |         |
| 1919                                     | 1921     | Joseph Bonnard      |           |         |
| 1921                                     | 1925     | Jules Bonnard       |           |         |
| 1925                                     | 1929     | Louis Magnier       |           |         |
| 1929                                     | 1941     | Nicolas Lombard     |           |         |
| 1941                                     | 1944     | Henri Morisot       |           |         |
| 1944                                     | 1946     | Emile Jacquet       |           |         |
| 1946                                     | 1965     | Germain Massotte    |           |         |
| 1965                                     | 1977     | Pierre Lazert       |           |         |
| 1977                                     | 1983     | Maxime Pinot        |           |         |
| 1983                                     | 2001     | Jean-Marie Fourtier |           |         |
| 2001                                     | 2018     | Daniel Chevillot    |           |         |
| 2018                                     | En cours | Olivier Domaine     |           |         |
| Les données manquantes sont à compléter. |          |                     |           |         |

## Population et société

### Démographie
L'évolution du nombre d'habitants est connue à travers les recensements de la population effectués dans la commune depuis 1793. Pour les communes de moins de 10 000 habitants, une enquête de recensement portant sur toute la population est réalisée tous les cinq ans, les populations de référence des années intermédiaires étant quant à elles estimées par interpolation ou extrapolation. Pour la commune, le premier recensement exhaustif entrant dans le cadre du nouveau dispositif a été réalisé en 2006.

En 2022, la commune comptait 553 habitants, en évolution de +0,55 % par rapport à 2016 (Haute-Marne : −4,62 %, France hors Mayotte : +2,11 %).
| 1793 | 1800 | 1806 | 1821 | 1831 | 1836 | 1841 | 1846 | 1851 |
| ---- | ---- | ---- | ---- | ---- | ---- | ---- | ---- | ---- |
| 413  | 358  | 472  | 446  | 428  | 403  | 426  | 431  | 445  |

| 1856 | 1861 | 1866 | 1872 | 1876 | 1881 | 1886 | 1891 | 1896 |
| ---- | ---- | ---- | ---- | ---- | ---- | ---- | ---- | ---- |
| 507  | 467  | 444  | 376  | 399  | 386  | 426  | 434  | 414  |

| 1901 | 1906 | 1911 | 1921 | 1926 | 1931 | 1936 | 1946 | 1954 |
| ---- | ---- | ---- | ---- | ---- | ---- | ---- | ---- | ---- |
| 412  | 416  | 424  | 390  | 386  | 395  | 397  | 498  | 415  |

| 1962 | 1968 | 1975 | 1982 | 1990 | 1999 | 2006 | 2011 | 2016 |
| ---- | ---- | ---- | ---- | ---- | ---- | ---- | ---- | ---- |
| 468  | 507  | 540  | 548  | 590  | 546  | 510  | 548  | 550  |

| 2021 | 2022 | - | - | - | - | - | - | - |
| ---- | ---- | - | - | - | - | - | - | - |
| 553  | 553  | - | - | - | - | - | - | - |

## Culture locale et patrimoine

### Lieux et monuments
On y trouve un mystérieux canapé, le long de la voie ferrée, pas loin de la rue au maquis. C'est l'attraction touristique du village, le maire devrait y installer un banc ou un panneau.

### Personnalités liées à la commune

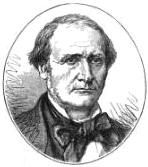
Étienne Vacherot.

- Étienne Vacherot, né à Torcenay le 29 juillet 1809 et mort à Paris le 28 juillet 1897 est un philosophe et un homme politique. Il fut professeur de philosophie à la Sorbonne, suppléant de Victor Cousin en 1839. Il se rendit célèbre avec ses conflits avec le clergé, en refusant de prêter serment en 1852. Il fut élu Membre de l’Académie des sciences morales et politiques le 7 mars 1868. Il fut également maire du Ve arrondissement de Paris durant le siège et la Commune.
- Louis Massotte (1906-1937), aviateur chez Bleriot, né sur la commune, s'est tué accidentellement.
- Romain Filstroff, vidéaste vulgarisant la linguistique ayant passé son enfance dans la commune.